# روت چپنگتیچ
روت چپنگتیچ (انگلیسی: Ruth Chepng'etich؛ زادهٔ ۸ اوت ۱۹۹۴) دونده ماراتن اهل کنیا است.